# التواصل الرياضي

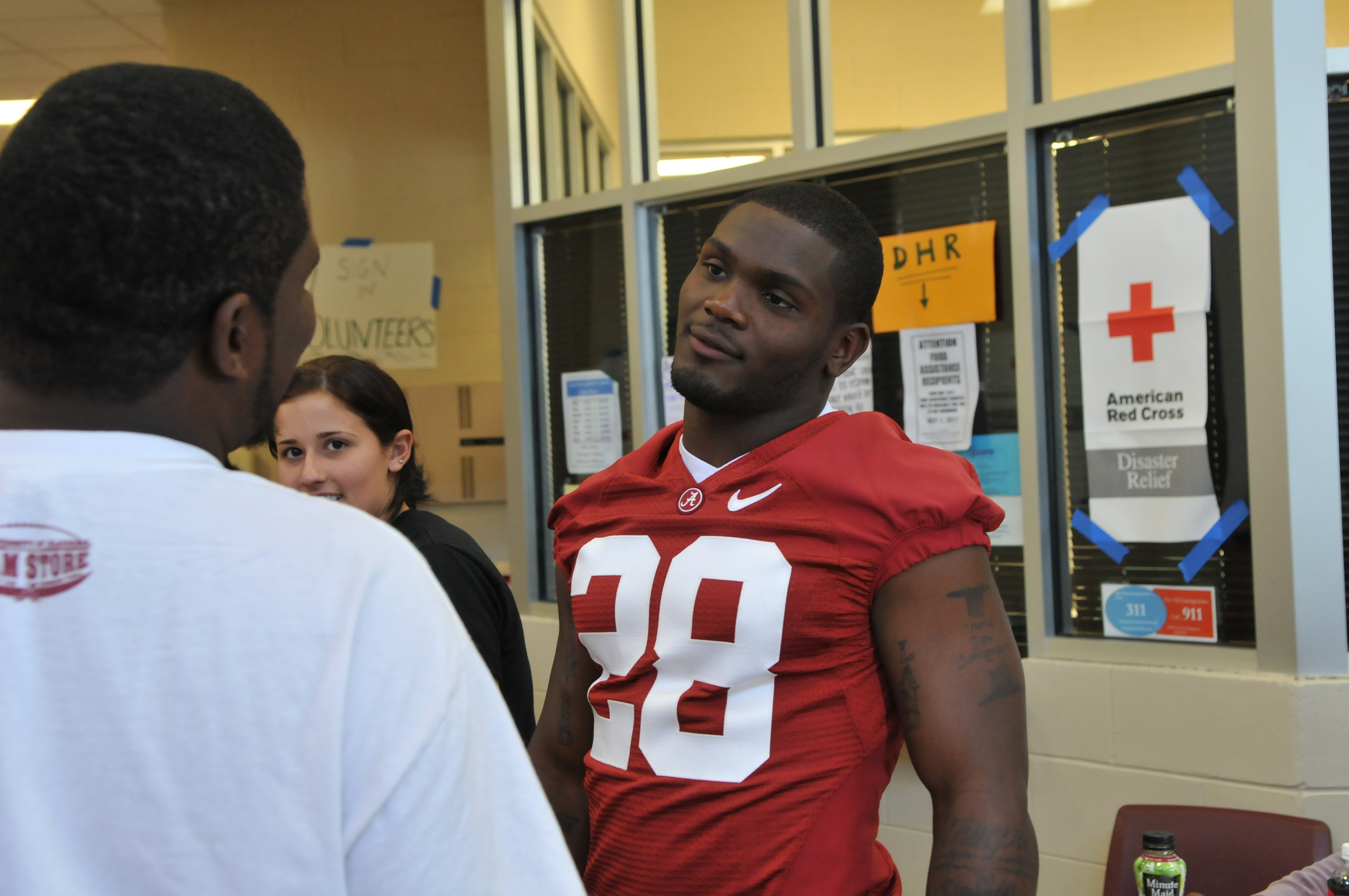

يمثل التواصل الرياضي أحد جوانب دراسات التواصل التي تختص بدراسة التواصل في الأماكن الرياضية. ويشمل هذا التواصل دراسة عمليات التواصل بين الأشخاص وعلى مستوى المؤسسة (سواء أكان التواصل لفظيًا أو غير لفظي) بين المشاركين في رياضة معينة (كاللاعبين، والمدربين، والإداريين، والحكام، والمتدربين، وأخصائيي العلاج الطبيعي، ومجالس الإدارة)؛ بالإضافة إلى عمليات التواصل بين المشاركين في الرياضات، والمشجعين، ووسائل الإعلام، والطريقة التي يتم بها تمثيل الرياضات والتواصل معها في وسائل الإعلام.

## وصلات خارجية
- Effective Communication in Sports على موقع livestrong.com